# Puerto Madryn

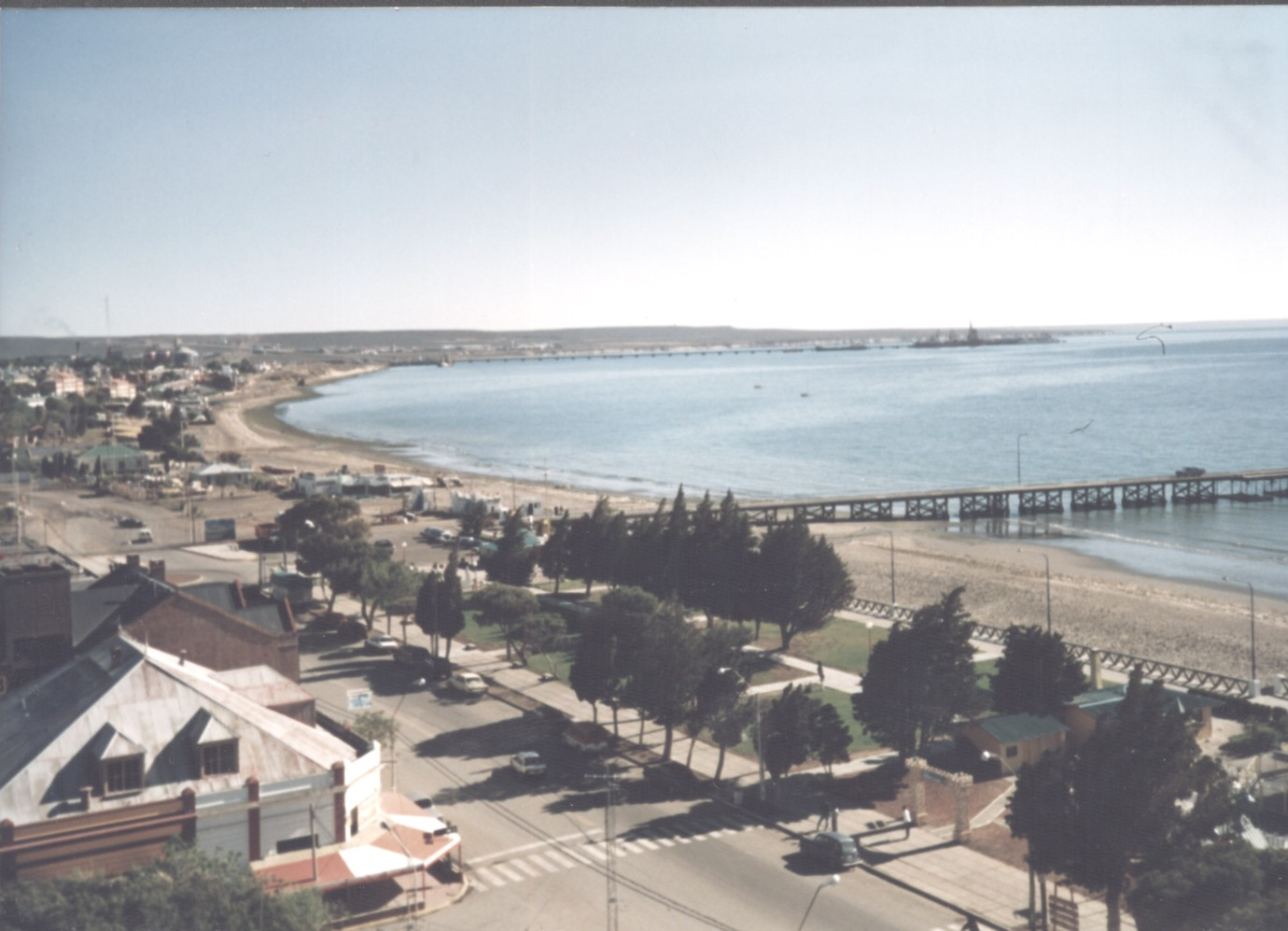
Puerto Madryn 1996. Sedan dess har staden växt och förnyats kraftigt.

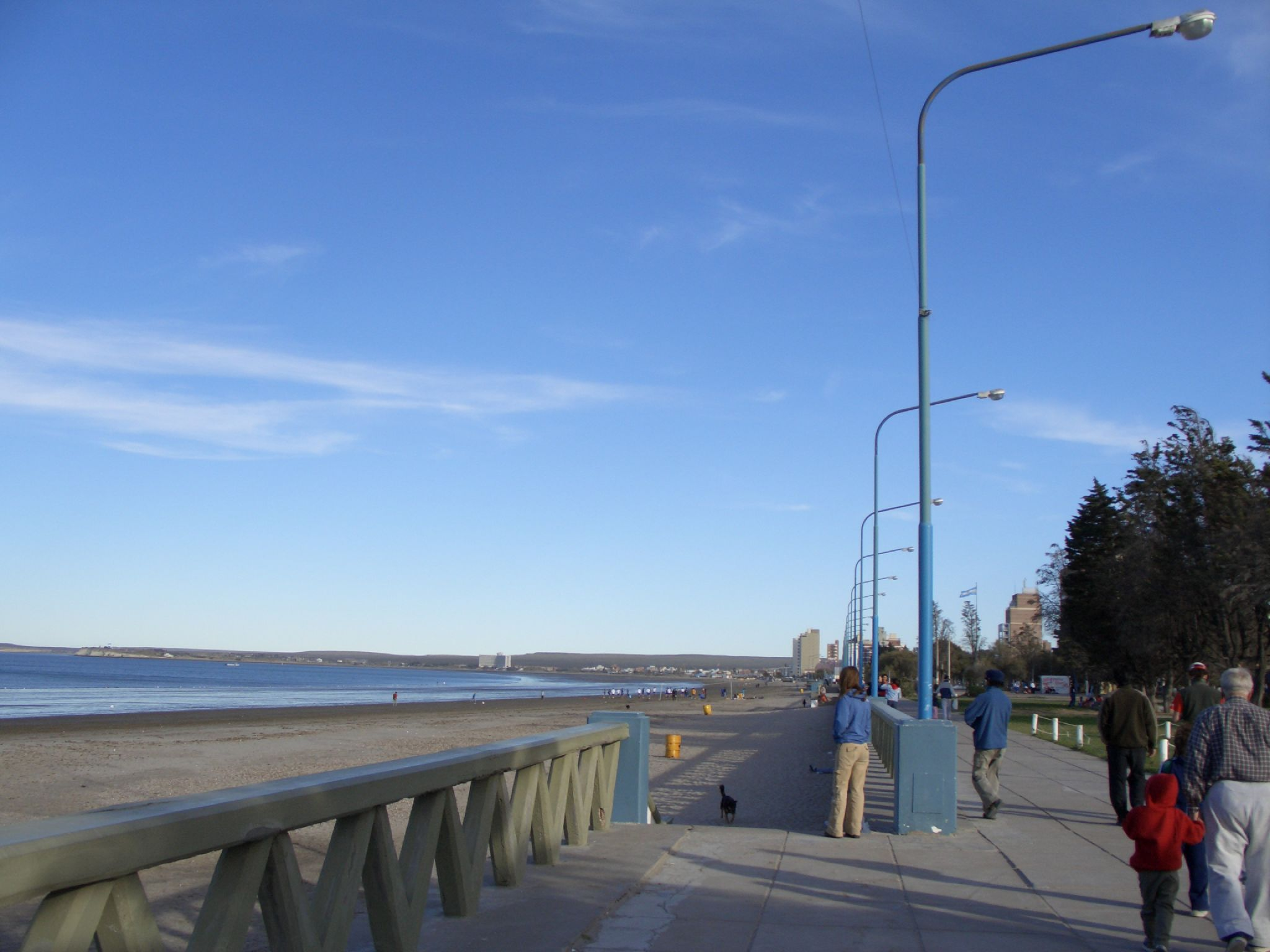
Strandpromenaden i Puerto Madryn.

Puerto Madryn (kymriska: Porth Madryn) är en stad i den argentinska provinsen Chubut i Patagonien. Den är huvudort i Viedma, och har 57 791 invånare (2001).
Orten grundades den 18 juli 1865, då 150 brittiska immigranter som kommit med skeppet Mimosa döpte den naturliga hamnen Porth Madryn, tillägnat Love Jones-Parry, vars herrgård i Wales hette Madryn. Bosättningen växte då järnvägen Ferrocarril Central del Chubut byggdes av walesiska, spanska och italienska nybyggare. Linjen öppnades 1888 och gick till Trelew via floden Chubutflodens dalgång.
Orten fungerar idag som turistort, på grund av sitt kustläge och Península Valdés naturattraktioner. Staden är bland annat känd för att tusentals bardvalar årligen leker utanför dess kust. Ett nytt köpcentrum i stadens centrum har på senaste tid[när?] ökat på turismen rejält, vilket gjort staden än mer attraktiv både för inrikes- och utrikesturister, som är på besök i Patagonien. Staden är vänort till Nefyn, en mindre ort på Llŷnhalvön i norra Wales.